# 許成名
許成名（？—1551年），字思仁，號龍石，山東東昌府聊城（今山東聊城市）人，明朝政治人物，正德辛未進士，嘉靖間官至禮部左侍郎。

## 生平
弘治十七年（1504年）甲子科山東鄉試第三十三名。正德六年（1511年）辛未科二甲第一名進士。选庶吉士，升任翰林院編修。嘉靖初，參與大禮議事件。嘉靖三年（1524年）十二月，九年考满，升侍读，四年六月升右谕德，六年十月升侍讀學士，十一年丁父忧，十四年十月起復原职，十五年九月升太常寺卿、管國子監祭酒事，十六年五月丁母贾淑人憂，令馳驛歸。服阕，二十年四月起復原职，二十一年三月晉南京吏部右侍郎，二十二年十一月改禮部右侍郎兼翰林院學士，二十三年十一月升本部左侍郎，修撰《武宗實錄》，《大明會典》。二十六年八月被勒令致仕，三十年十一月卒。

## 著作
著有《龍石集》。

## 家族
曾祖許四；祖父許信；父許茂。母賀氏；繼母賈氏。严侍下。兄許成人。